# جرانت ألكسندر
جرانت الكسندر (بالإنجليزية: Grant Aleksander)‏ (و. 1959 – م) هو ممثل، وممثل تلفزيوني من الولايات المتحدة الأمريكية ولد في بالتيمور، ماريلاند.

## روابط خارجية
- جرانت ألكسندر على موقع IMDb (الإنجليزية)
- جرانت ألكسندر على موقع أول موفي (الإنجليزية)
- جرانت ألكسندر على موقع قاعدة بيانات الفيلم (الإنجليزية)